# Droupadi Murmu
Droupadi Murmu (født 20. juli 1958) er en indisk politiker, der har fungeret som Indiens 15. præsident siden 25. juli 2022. Hun er medlem af partiet Bharatiya Janata Party.
Inden hun gik ind i politik arbejdede hun som lærer, men gik så ind i lokalpolitik i delstaten Orissa, hvor hun blev medlem af det lokale parlament. Hun var herefter guvernør i Jharkhand mellem 2015 og 2021.
Hun er en del af santal-folket, som er en minoritetsgruppe i Indien, der er blandt de største (udgør 10% af landets befolkning) og ældste stammer i Indien. Hun er den første præsident, der stammer fra en af landets minoritetsgrupper. Hun er derudover den anden kvindelige præsident og den hidtil yngste i landets historie.